# 旧グレンラインビル

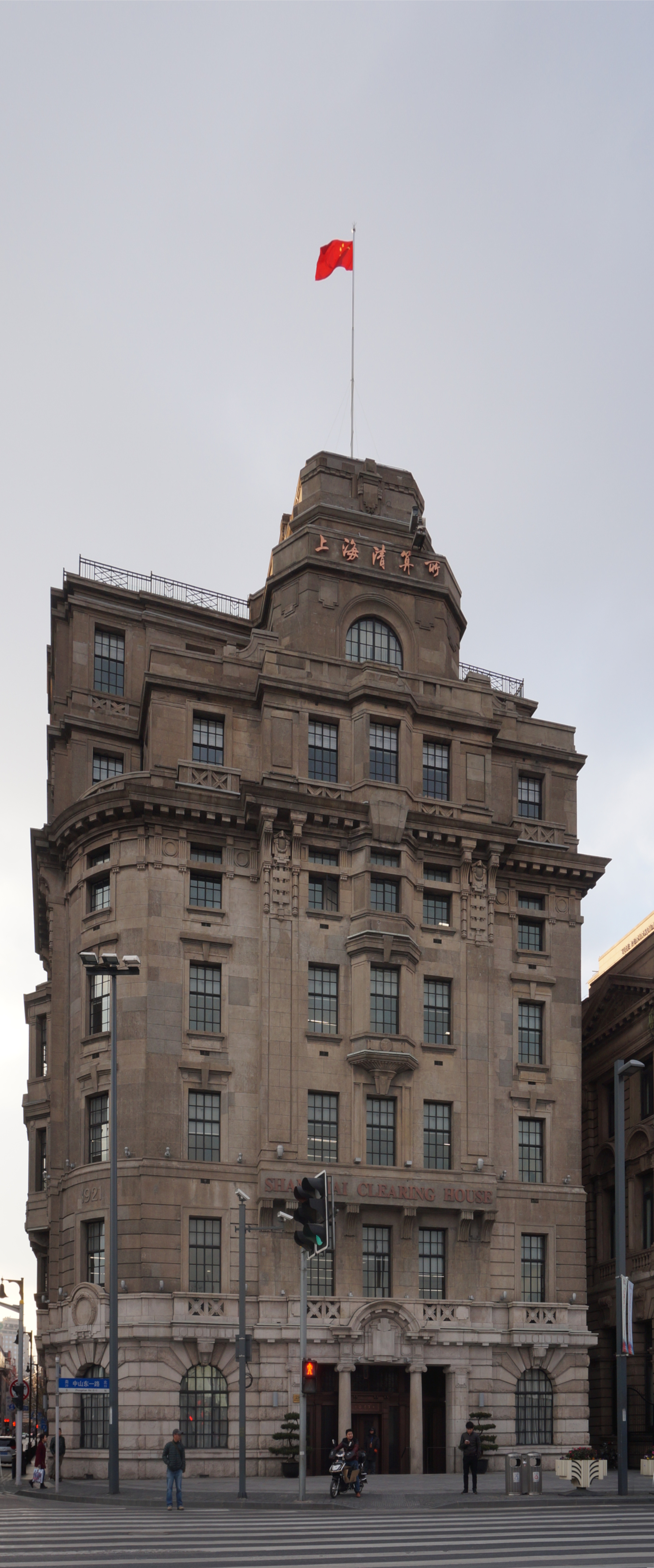
旧グレンラインビル

グレンラインビル（中国語:格林邮船大楼）は上海外灘に位置する建物。旧地名から外灘28号ともよばれ、また、藍煙囪輪船公司ビル、怡泰ビルとも呼ばれている。

## 歴史
1868年、ドイツのSiemssen ＆ Coがこの土地を買い取り、江西路に1856年に立てたビルに続き、上海に二棟目のビルを建築した。第一次世界大戦にドイツが敗戦すると、英資本の怡泰会社(グレンライン公司)が外灘に面したこの土地を買い取り、すぐさま改築を行い1922年3月に現在のビルが完成した。

## 建築
設計はパーマー＆ターナーが行った。グレンラインビルは外灘に向かった側は比較的狭いために、北京路に面した方向(現在の北京東路2号)に玄関を設けている。ルネサンス式建築であり、鉄筋コンクリート製、7階建てである。建築面積は12855m2、高さは27メートル。1階から2階の外壁は花崗岩に覆われており、7階の中央部分の上にはタワーがある。

## その後
第二次上海事変が勃発し、日本軍が上海を占領した後は日本正金銀行がこのビルを使用した。第二次世界大戦が終了し、日本軍が撤退、中国で国共内戦が始まると1949年の中国共産党上海占領でこのビルは中華人民共和国側のものになり、1951年からは上海人民ラジオ放送局がこのビルを使うようになった。